# Посольство России в Китае
Это статья о Посольстве Российской Федерации в Китайской Народной Республике, а также об истории посольств Российской империи и СССР в Китае.
Запрос «Посольство СССР в Китае» перенаправляет сюда.
Об истории территории Посольства до её передачи светским властям в 1956 году см. Русская духовная миссия в Пекине.
Посольство России в Китае — дипломатическое представительство Российской Федерации в Китайской Народной Республике. Первая постоянная российская дипломатическая миссия была учреждена в Пекине в 1861 году. Комплекс зданий посольства находится в северо-восточной части центра Пекина, это одна из крупнейших дипмиссий в мире по площади занимаемой территории (около 16 га). С конца XVIII века до 1956 года здесь располагалась Русская духовная миссия. С 2022 года руководство работой дипломатического учреждения осуществляет чрезвычайный и полномочный посол Российской Федерации в КНР И. В. Моргулов.

## История
Первая попытка отправки русской дипломатической миссии в Китай относится к 1608 году, когда царь Василий IV Шуйский подписал указ о направлении посольства к Алтан-хану и в Китайское государство. Но из-за войны между Шолой Убаши-хунтайджи и чёрными калмыками посольство не доехало до места назначения. В 1616 году отправляется новое посольство во главе с атаманом Василием Тюменцем. Делегация была принята Шолой Убаши-хунтайджи, но далее в Китай посольство не поехало, возвратившись в Москву. В XIX веке считалось, что первая русская делегация отправилась в Китай при Иване Грозном в 1567 году во главе с атаманами Иваном Петровым и Бурнашом Ялычевым, что якобы следовало из древнерусской рукописи. Но позднее рукопись была признана подделкой, а сам факт путешествия вымыслом. В действительности казаки Иван Петров и Василий Тюменец совершили попытку добраться до Китая в 1615 году, но, увы, она не увенчалась успехом. Они ограничились посещением Монголии.
В 1618 — Тобольский воевода отправил в Китай династии Мин посольство казака И. Петлина для установления отношений. В 1654—1657 годах в Китае находилось посольство Ф. И. Байкова, потерпевшее дипломатическую неудачу, но составившее ряд подробных описаний и документов. В 1689 году в ходе посольства Ф. А. Головина Россия и Цинская империя подписывают Нерчинский договор — первый межгосударственный документ, установивший границу, порядок торговли и разрешения споров. В 1727 году в Китай прибыло посольство Владиславича и подписало с Цинами Кяхтинский и Буринский договоры.

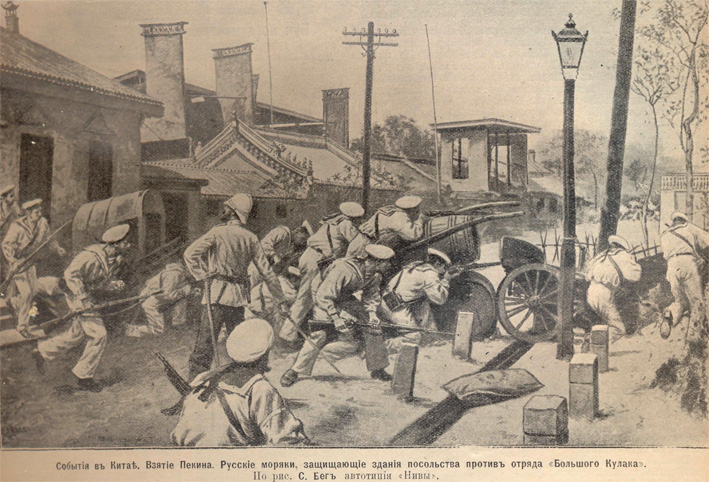
Русские отряды защищают посольский квартал в Пекине в 1900 году. Иллюстрация из журнала Нива

После поражения Китая во Второй опиумной войне и подписания в 1858 году серии Тяньцзиньских договоров в Пекине открылись дипломатические представительства западных государств, в том числе и России. В 1861 году в Пекин прибыл первый постоянно аккредитованный российский посланник в ранге министра-резидента Л. Ф. Баллюзек. Российское посольство располагалось в посольском квартале на улице Дунцзяоминьсян недалеко от императорского дворца. В ходе восстания ихэтуаней и осады посольского квартала в 1900 году его сотрудники принимали участие в совместной обороне района дипмиссий. Последним посланником императорской России в Китае был Н. А. Кудашев, который продолжал занимать пост посланника до 1920 года, когда китайские власти закрыли русские дипломатические представительства.
Советское правительство в начале 1920-х гг. направляет в Пекин несколько дипмиссий для установления официальных отношений с Китаем. В сентябре 1923 года полпредом РСФСР в Китае стал Л. М. Карахан. Ему удалось 31 мая 1924 г. подписать с пекинским правительством «Соглашение об общих принципах для урегулирования вопросов между СССР и Китайской Республикой», образовать посольство СССР в Китае и занять здания, ранее занимавшиеся дипломатической миссией Царской России.
В течение первой половины XX века Китай несколько раз меняет столицу: сначала после Синьхайской революции 1911 года гоминьдановцы переносят её в Нанкин, а в ходе Антияпонской войны, отступая перед японской армией, оккупирующей все новые территории, она переезжает в Ханькоу, и затем ещё дальше вглубь страны в город Чунцин. Вслед за столицей меняет своё местоположение и советское посольство. При этом в 1929—1932 годах, вследствие охлаждения отношений Москвы и Чан Кайши, дипломатические отношения между странами прерываются.

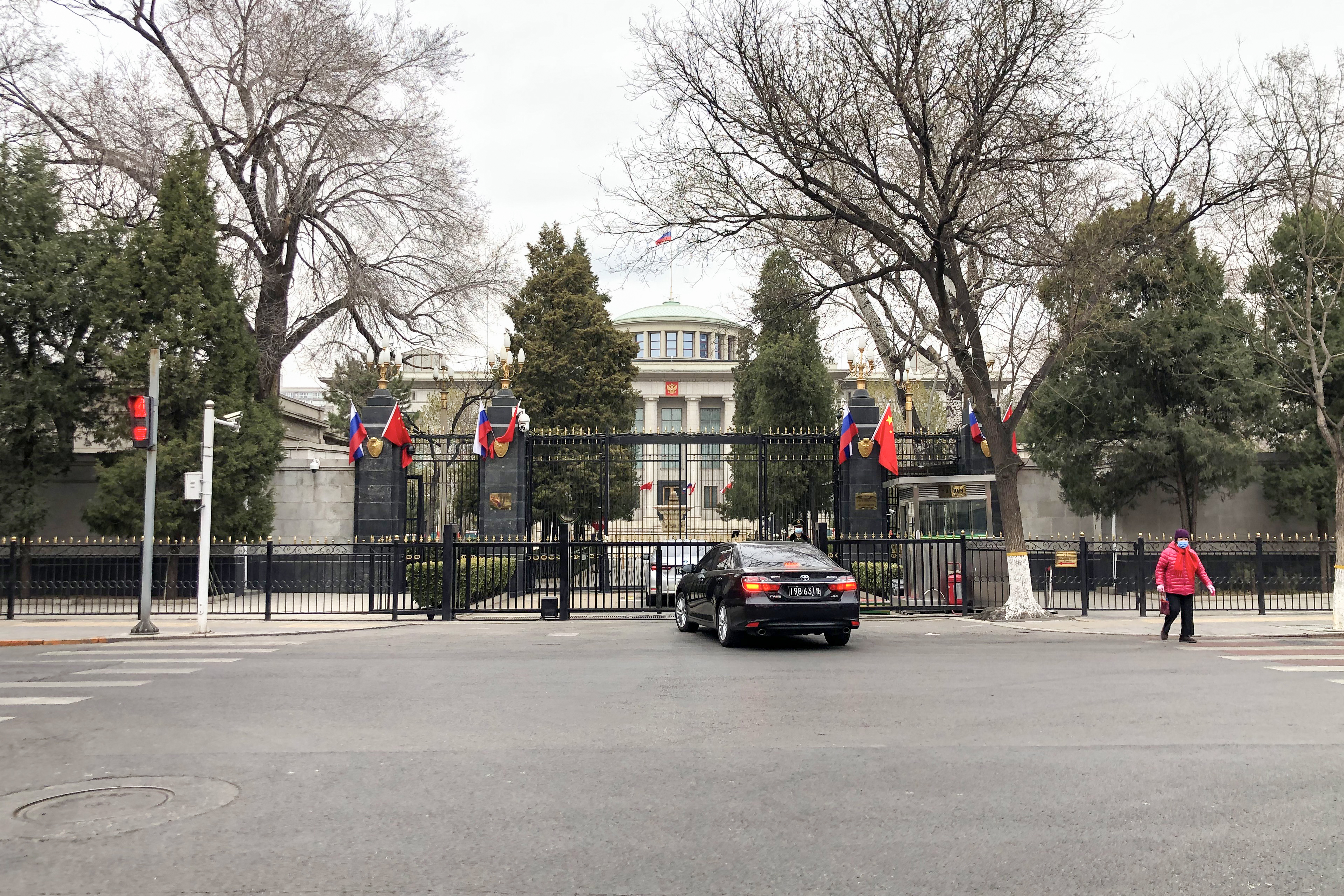
Ворота комплекса в Пекине

После победы коммунистов в гражданской войне в 1949 году и провозглашения Китайской Народной Республики посольство возвращается в здание прежней русской дипмиссии, где на тот момент располагалось советское консульство. В 1959 году посольство СССР переезжает в район Бэйгуань на территорию Русской духовной миссии, находившейся в Пекине с XVII века и закрытой в 1956 году. После масштабной перестройки, включавшей снос или переоборудование культовых строений, возведение служебных и жилых зданий, в том числе главного административного здания по проекту архитектора Г. П. Яковлева при участии на первом этапе строительства Льва Владимировича Руднева, ум. в 1956 г. На открытии нового комплекса зданий советского посольства присутствовал Мао Цзэдун. В годы Культурной революции посольство находилось фактически в осаде отрядов китайских хунвейбинов: митингующие кричали ночи напролёт антисоветские лозунги, светили прожекторами в окна квартир сотрудников, мешали въезду и выезду машин из ворот посольства. В январе-феврале 1967 года посольство две недели было блокировано, один раз хунвейбины даже ворвались на территорию посольства и попытались учинить погром.

На территории посольства бережно сохраняются уголки нетронутой природы

Жертвенный треножник

После 1991 года посольство перешло под юрисдикцию Российской Федерации. В 2008—2009 году был реконструирован храм Успения Пресвятой Богородицы — единственное культовое строение, уцелевшее с дореволюционных времен (в советское время использовалось под нужды гаража посольства). Освящён 13 октября 2009 года. В тот день находившийся в Китае с визитом В. В. Путин посетил храм. В 2013—2022 годах руководство работой дипломатического учреждения осуществлял чрезвычайный и полномочный посол Российской Федерации в КНР А. И. Денисов.

## Инфраструктура
Помимо главного административного здания, на территории посольства расположены жилые корпуса, здание торгпредства, школа, футбольная площадка и теннисный корт. Посольство занимает территорию, где с 1716 по 1956 год располагалась Русская духовная миссия, а ещё раньше — с 1685 года — проживали казаки из русской крепости Албазин, пленённые китайцами. Кроме уже упомянутого Успенского храма, со времён духовной миссии сохранились здание библиотеки миссии (ныне — одно из крыльев консульского отдела посольства), а также Красная фанза — здание в китайском стиле, где располагались покои архимандрита — предстоятеля миссии, а до прибытия русских в XVII веке — усадьба князя Люя. Перед Красной фанзой установлена главная историческая реликвия посольства — бронзовый треножник, изготовленный в Китае более 300 лет назад и переданный русским поселенцам для использования во время богослужений.

### Школа
В 1715 году указом царя Петра I была основана Российская Православная Духовная Миссия, в состав которой, помимо группы священников, были включены также ученики для изучения китайского, маньчжурского, монгольского и других восточных языков, местных обычаев и китайской культуры. На ее бывшей территории и расположено сегодня Посольство России.
Первая школа на территории нынешнего посольства (бывшей миссии) появилась только в начале XX века, при начальнике 18-й миссии Митрополите Пекинском и Китайском Иннокентии (Фигуровском). Эта школа находилась у Северных ворот Центрального района миссии и располагалась в двух китайских фанзах. В «Русско-китайской школе» (так она тогда называлась) обучались как русские, так и китайские дети. Школа была объединенной, так как русский язык был обязательным. Количество обучающихся достигало 50 человек.
После победы социалистической революции в Китае при после П. Ф. Юдине для детей работников советского посольства в 1954 году была открыта средняя школа, которая первоначально находилась в здании гостиницы «Дружба» в северо-западной части Пекина. В этом месте школа просуществовала вплоть до 1962 года.
С 1963 году при после СССР в КНР С. В. Червоненко после завершения строительства современного здания школа начала функционировать на территории посольства. С 1967 по 1969 год работа школы из-за ухудшения отношений между СССР и КНР была приостановлена и возобновлена в 1970 году при после СССР в КНР В. С. Толстикове. С 1970 по 1971 год школа работала вначале как начальная, а затем как неполная средняя школа. С 1972 года она возобновляет свою работу как средняя школа. В 1995 году при после Российской Федерации в КНР И.А. Рогачеве здание школы было реконструировано, что позволило улучшить бытовые условия и увеличить площадь учебных помещений, которая сейчас составляет 2063 кв. метра. В школе около 40 учебных кабинетов, актовый и спортивный залы, просторная библиотека.

## В популярной культуре
В 2010 году на территории посольства проходили съёмки эпизода российско-китайского телесериала «Последний секрет Мастера».